# التهاب العضلة القلبية ذات الخلية العملاقة مجهولة السبب
التهاب عضلة القلب ذات الخلايا العملاقة مجهولة السبب (IGCM) (بالإنجليزية: Idiopathic giant-cell myocarditis)‏ هو شكل نادر وشديد لالتهاب عضلة القلب مجهول السبب الا أن 20٪ من الاصابات تتعلق بأمراض المناعة الذاتية خصوصاً عند الأطفاليصاحب الالتهاب ارتشاح كبير للخلايا المناعية أهمها الخلايا العملاقة وخلايا التهابية أخرى حيث تسبب ضرر بالغ لعضلة القلب قد تؤدي في أغلب الاحيان إلى فشل القلب. يتميز المرض بمعدلات وفيات عالية قد تصل إلى حوالي 70٪.

## الأعراض
يظهر لدى الأشخاص المصابون أعراض قصور القلب، إلا أن بعضهم قد يعانون في البداية من عدم انتظام ضربات القلب البطيني ويصبح القلب غير قادر على ضخ الدم إلى جميع أجزاء الجسم. متوسط الوقت الذي يمكن أن يقضيه شخص مصاب بالمرض من وقت تشخيص المرض إلى وقت الوفاة هو حوالي 6 أشهر.

## التشخيص
يتم التشخيص عن طريق أخذ خزعة من شغاف القلب أثناء إجراء قسطرة القلب. تُظهر الخزعة تحت الميكروسكوب خلايا عملاقة متعددة النوى.

## العلاج
يجب أولاً مُعالجة المضاعفات الناتجة عن فشل القلب واضطرابات النظم القلبية لتخفيف الأعراض حيث تجري مُعالجة اضطرابات النظم القلبية بمضادات اظطرابات النظم. كذلك يمكن استخدام مثبطات المناعة لتخفيف حدة الالتهاب. إلا أن الحاجة لزراعة قلب قد تكون الحل الأخير.